# Województwo poznańskie (I Rzeczpospolita)

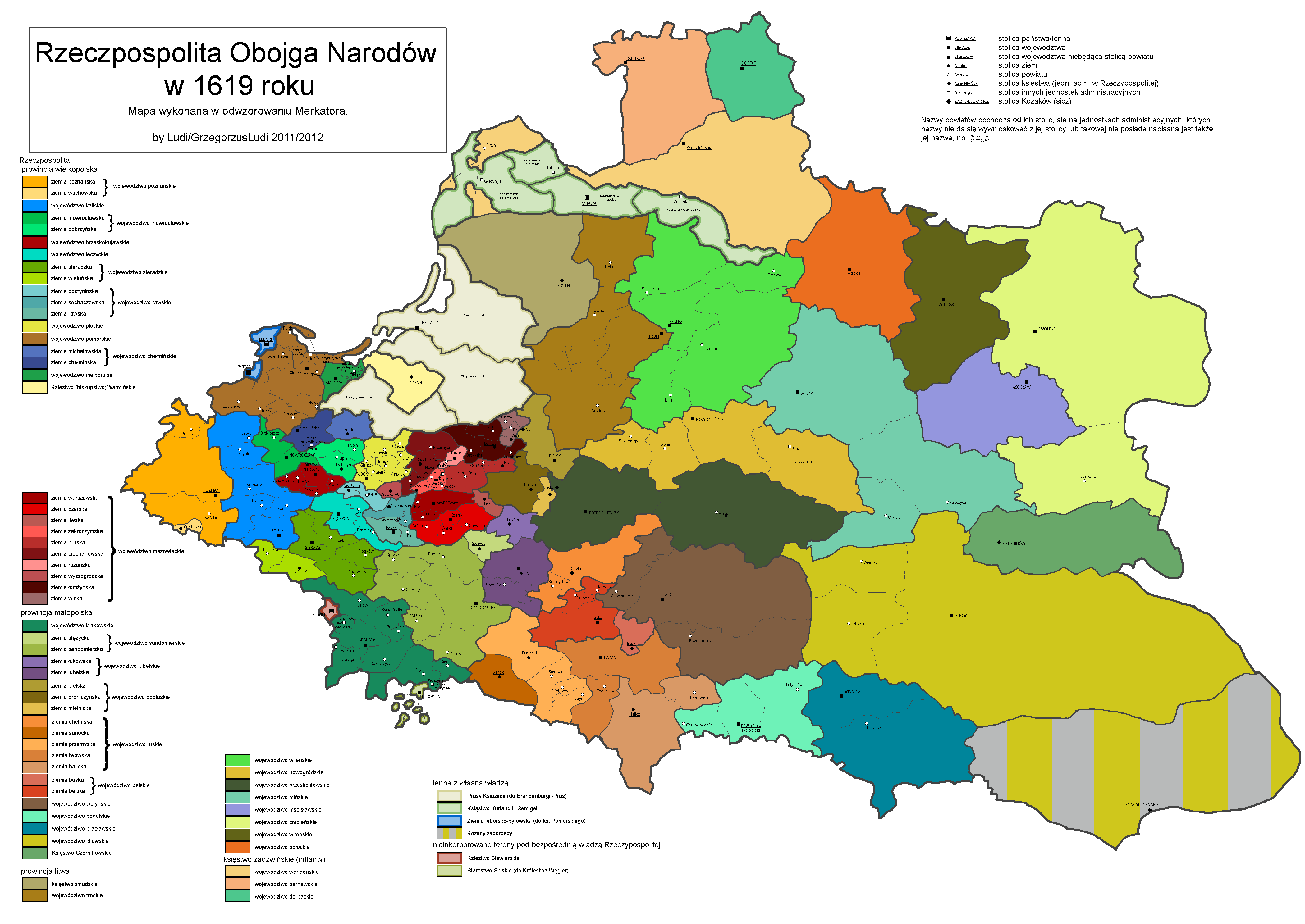
Mapa Rzeczypospolitej Obojga Narodów w 1619 r. Podział na województwa, ziemie i powiaty

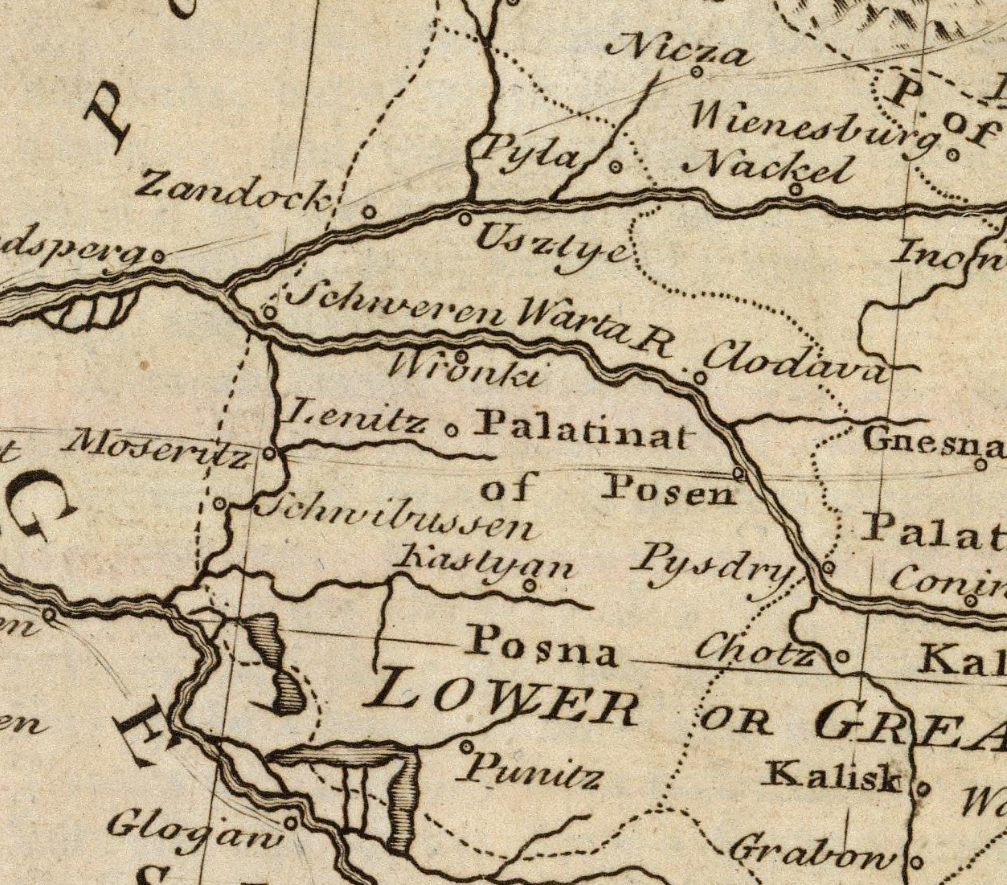
Palatinat of Posna na mapie Emanuel Bowen z 1747 roku. Uwidocznione miasta: Kłodawa (Clodava), Kościan (Kastyan), Międzyrzecz (Moseritz), Piła, Poniec (Punitz), Poznań (Posen), Santok (Zandock), Skwierzyna (Schweren), Świebodzin (Schwibussen), Ujście (Usztye), Wronki.

Województwo poznańskie (łac. Palatinatus Posnaniensis) – jednostka terytorialna Rzeczypospolitej Obojga Narodów, w prowincji wielkopolskiej w latach 1356/1362 – 1793, obejmująca powierzchnię 15 015 km², podzielona na 4 powiaty. Siedzibą wojewody był Poznań, a sejmiki ziemskie odbywały się w Środzie Wielkopolskiej. Województwo poznańskie wspólnie z województwem kaliskim obierały starostę generalnego Wielkopolski.

## Województwo poznańskie za Piastów
Obszar województwa poznańskiego, województwa kaliskiego i Kujaw stanowił pierwotną ziemię Polan. 
Ziemia poznańska miewała oddzielnych wojewodów za czasów Bolesława Chrobrego. Po założeniu biskupstwa poznańskiego (968) Poznań stał się siedzibą biskupów Polski.
W czasie rozbicia dzielnicowego dzielnica poznańska stanowiła księstwo poznańskie. Przemysł II wskrzesił tytuł królów polskich, w roku 1295. Władysław Łokietek w 1314 włączył dzielnicę poznańską do składu Korony, w której stała się województwem.

## Województwo poznańskie za Jagiellonów
Król Kazimierz Wielki układem w Namysłowie w 1348 potwierdził zdobycie na synach Henryka głogowskiego ziemi wschowskiej, która przez książąt głogowskich miała nadane prawo bicia własnej monety. Potwierdził ten przywilej Władysław II Jagiełło.

## Województwo poznańskie w Rzeczypospolitej Obojga Narodów
Województwo poznańskie stanowiło zachodnią część Wielkopolski. Rozciągało się na 294 mile², posiadało 4 powiaty: poznański (162 mil²), kościański (92 mil²), wałecki za Notecią (30 mil²) i ziemię wschowską (9 mil²). W 1791 r. zniesiono powiat wałecki i utworzono jednocześnie powiat międzyrzecki.
| Powiat                              | Powierzchnia w mil² | Powierzchnia w km² |
| ----------------------------------- | ------------------- | ------------------ |
| powiat kościański                   | 92,27               | 5080,93            |
| powiat poznański                    | 162,35              | 8939,83            |
| powiat wałecki                      | 30,08               | 1656,41            |
| powiat wschowski (ziemia wschowska) | 8,91                | 489,62             |
| Razem (województwo)                 | 293,61              | 16166,72           |

Miało 9 senatorów, w tym 3 krzesłowych (większych, których krzesła stały w senacie według ustalonego uchwałami porządku i miejsca). Byli to: biskup, wojewoda i kasztelan poznańscy. Mniejszych, potocznie nazywanych drążkowymi, było 6, a mianowicie kasztelanowie: międzyrzecki, rogoziński, śremski, przemęcki, krzywiński i santocki.
Województwo miało dwa komplety urzędników ziemskich: poznańskich i wschowskich. Ze względu na istnienie starosty generalnego Wielkopolski obejmującego swoją kompetencją obydwa wielkopolskie województwa, powiaty, z wyjątkiem później przyłączonej do województwa ziemi wschowskiej, nie miały starostów grodowych.
Sejmiki ziemskie województwo poznańskie odbywało razem z województwem kaliskim w Środzie, gdzie oba województwa obierały 12 posłów na sejm obojga narodów i 4 deputatów na Trybunał, po połowie z każdego województwa. Sejm konwokacyjny z 1764 postanowił, że Trybunał Koronny prowincji wielkopolskiej, zasiadający w Piotrkowie, będzie zjeżdżał na jedną kadencję do Poznania. Popisy pospolitego ruszenia odbywała szlachta województwa pod Poznaniem.
Herbem województwa był orzeł biały bez korony w czerwonym polu, czyli pierwotny herb Piastów. Gdy na sejmie 1776 uchwalono dla posłów mundury wojewódzkie, poznańskie wybrało sobie jasnoszafirowy kontusz z wyłogami szkarłatnymi i biały żupan.